# Bank BIC Namibia
Die Bank BIC Namibia ist eine Geschäftsbank in Namibia. Sie verfügt über eine Lizenz der Bank of Namibia (BoN) für den Betrieb und Handel im Land.
Die Bank ist eine Tochtergesellschaft der Bank BIC Group, der größten Bank in Angola, die über weitere Tochtergesellschaften in Portugal und Kap Verde sowie über eine Vertretung in Südafrika verfügt.

## Hintergrund
Die Bank ist als Privatkundenbank tätig und bedient Privatpersonen, kleine und mittlere Unternehmen (KMU) und Großunternehmen sowie Nichtregierungsorganisationen. Im Dezember 2018 belief sich die Bilanzsumme der Bank auf 374 Millionen Namibia-Dollar (ca. US$ 22,36 Millionen). Das Eigenkapital betrug im Jahr 2016 N$ 266,77 Millionen (ca. US$ 14,2 Millionen). 2022 hatte die Bank Einnahmen von N$ 31,62 Millionen und fuhr dabei erneut einen hohen Verlust ein.
Die Bank wird von einem fünfköpfigen Board of Directors geleitet. Der Vorsitzende des Verwaltungsrats ist einer der nicht geschäftsführenden Verwaltungsratsmitglieder. Seit Januar 2019 ist Jaime Pedro Galhóz Pereira Vorsitzender und ersetzt damit Fernando Mendes Teles, während Hugo Miguel Mendes Teles stellvertretender Vorsitzender ist. Das Führungsteam des Verwaltungsrats besteht aus Lindsay Peter Crawford (CEO) und Mauro Rogério (geschäftsführender Direktor).

## Geschichte und Standorte
Die Bank erhielt am 1. Juni 2016 die volle Lizenz als Geschäftsbank in Namibia, ehe sie zuvor seit 2014 eine vorläufige Lizenz hatte.
Der Hauptsitz der Bank befindet sich in der Dr. Agostinho Neto Road am Dr. Antonio Agostinho Neto Square in Windhoek. Seit April 2020 unterhält die Bank Filialen an folgenden Standorten:
- Ongwediva
- Rundu
- Walvis Bay
- Windhoek-Prosperita